# Асакура Такакаґе (2-й)
Асакура Такакаґе (яп. 朝倉孝景, あさくらたかかけ); 2 червня 1428 — 21 серпня 1481) — японський самурайський полководець, даймьо середини періоду Муроматі. Голова роду Асакура.

## Короткі відомості
Такакаґе народився 2 червня 1428 у провінції Етідзен. Він був сином Асакури Ієкаґе, 6-го голови роду Асакура. Провідники цього роду, разом із головами сімейства Кай, виконували функції головних радників і заступників в уряді військових губернаторів Етідзену, роду Сіба.
Коли у губернаторській сім'ї спалахнула війна за спадок між двома претендентами — Сібою Йосітосі та Сібою Йосікадо, Такакаґе примкнув до останнього. Разом із ним він долучився до західної коаліції у війні років Онін (1467—1476). Проте 1471 року, Такакаґе порвав зі своїм сюзереном та більшістю родичів і, переметнувшись до військ східної коаліції, подався завойовувати батьківщину. Він заснував замок Ітідзьодані і ліквідував провінційну опозицію в особі родини Кай, яка підтримувала колишніх володарів — рід Сіба.
Такакаґе майже повністю підкорив собі Етідзен і заклав основи нової епохи у історії роду Асакура, який перетворився на могутніх даймьо. Спосіб завоювання ним Етідзену і вигнання сюзерена вважається одним із найперших проявів явища ґекокудзьо — «нижчі перемагають вищих», що було характерне для 2-ї половини періоду Муроматі та періоду Сенґоку.
Такакаґе вважається автором «Статей Асакури Такакаґе», середньовічних законів-повчань для нащадків у справі керування підконтрольними територіями. В подальшому їх розвинув 8 син Такакаґе — Асакура Норікаґе
Помер Такакаґе 21 серпня 1481 року.